# Подвійне електронне захоплення
Подвійне електронне захоплення (2ε-захоплення) — один із видів подвійного бета-розпаду атомних ядер. Ядро захоплює два орбітальних електрони і випромінює два нейтрино. Заряд ядра при цьому зменшується на дві одиниці. Якщо конкретизується електронна оболонка (K, L, M і т. д.), з якої захоплюються електрони, то говорять про подвійне К-захоплення і т. д. У разі безнейтринного 2ε-захоплення, що змінює лептонне число на дві одиниці, енергія, що виділяється, несеться гамма-квантом внутрішнього гальмівного випромінювання.
Ні двохнейтринне, ні безнейтринне 2ε-захоплення поки що не спостерігалися експериментально.